# 111 1 (EP de Pabllo Vittar)
111 1 es el tercer EP (extended play) del cantante y drag queen brasileño Pabllo Vittar, lanzado el 31 de octubre de 2019 por Groove Studios. Vittar trabajó con los productores de Brabo Team Music (Maffalda y Rodrigo Gork), Pablo Bispo, Zebu, Enzo Di Carlo y Weber en el álbum. Musicalmente, es un disco pop experimental, trance psicodélico y brega funky.

## Sencillos
| 111 1 track listing |                                  |          |  |
| N.º                 | Título                           | Duración |  |
| 1.                  | «Parabéns» (feat. Psirico)       | 2:16     |  |
| 2.                  | «Amor de que»                    | 2:37     |  |
| 3.                  | «Flash Pose» (feat. Charli XCX)  | 2:33     |  |
| 4.                  | «Ponte perra» (feat. Charli XCX) | 2:13     |  |